# Oakengates
Oakengates är en ort och civil parish i Storbritannien.   Den ligger i kommunen Telford and Wrekin och riksdelen England, i den södra delen av landet, 200 km nordväst om huvudstaden London. Oakengates ligger 120 meter över havet och antalet invånare är 8 517.
Terrängen runt Oakengates är platt åt nordost, men åt sydväst är den kuperad. Terrängen runt Oakengates sluttar norrut. Runt Oakengates är det tätbefolkat, med 530 invånare per kvadratkilometer. Närmaste större samhälle är Telford, 2,0 km söder om Oakengates. Runt Oakengates är det i huvudsak tätbebyggt.